# Guy Wilks
Guy Wilks (ur. 22 stycznia 1981 w Darlington) – brytyjski kierowca rajdowy. W swojej karierze wywalczył wicemistrzostwo serii Junior WRC oraz dwukrotnie mistrzostwo Wielkiej Brytanii.
W 2002 roku Wilks zadebiutował w Rajdowych Mistrzostwach Świata. Pilotowany przez Rogera Herrona i jadący Mitsubishi Lancerem Evo 6 nie ukończył wówczas Rajdu Szwecji. W 2003 roku rozpoczął starty w serii Junior WRC samochodem Ford Puma S1600. W 2004 roku został członkiem zespołu Suzuki i wraz z Perem-Gunnarem Anderssonem startował Suzuki Ignisem S1600. Zajął 3. miejsce w klasyfikacji generalnej JWRC za Anderssonem oraz Francuzem Nicolasem Bernardim, m.in. dzięki zwycięstwom w Rajdzie Grecji i Rajdzie Wielkiej Brytanii. Z kolei w 2005 roku został wicemistrzem Junior WRC przegrywając z Danim Sordo (wygrał jeden rajd w JWRC - Rajd Meksyku). W 2006 roku był czwarty w JWRC jadąc Suzuki Swiftem S1600 - zwyciężył w Rajdzie Argentyny i Rajdzie Finlandii. W 2007 roku jadąc Subaru Imprezą WRC zajął 6. miejsce w Rajdzie Irlandii, najwyższe w swojej karierze.
Swoje sukcesy Wilks odnosił także na rodzimych trasach Wielkiej Brytanii. W 2004 roku wywalczył mistrzostwo kraju w klasie S1600. Z kolei w latach 2007 i 2008 jadąc Mitsubishi Lancerem Evo 7 został dwukrotnie z rzędu mistrzem Wielkiej Brytanii. 
W 2009 roku Brytyjczyk rozpoczął starty Protonem Satrią Neo S2000 w serii Intercontinental Rally Challenge. W tym samym sezonie zwyciężył w ostatnim rajdzie sezonu – Rajdzie Szkocji – za kierownicą Škody Fabii S2000. W kolejnym sezonie kontynuował starty w IRC w zespole Škoda UK, trzy razy stając na podium, ostatecznie plasując się na 6. miejscu na koniec sezonu. W sezonie 2011 Wilks zmienił zespół na Peugeot UK, startuje Peugeotem 207 S2000.

## Występy w mistrzostwach świata
| Sezon | Zespół                                  | Samochód                                                  | 1      | 2       | 3       | 4             | 5         | 6         | 7      | 8         | 9         | 10        | 11            | 12            | 13        | 14        | 15            | 16        | Punkty | Miejsce |
| ----- | --------------------------------------- | --------------------------------------------------------- | ------ | ------- | ------- | ------------- | --------- | --------- | ------ | --------- | --------- | --------- | ------------- | ------------- | --------- | --------- | ------------- | --------- | ------ | ------- |
| 2002  | Guy Wilks                               | Mitsubishi Lancer Evo 6 Ford Puma S1600                   | Monako | NU      | Francja | Hiszpania     | Cypr      | Argentyna | Grecja | Kenia     | Finlandia | NU        | Włochy        | Nowa Zelandia | Australia | 28        |               |           | 0      | -       |
| 2003  | Guy Wilks                               | Ford Puma S1600                                           | NU     | Szwecja | 18      | Nowa Zelandia | Argentyna | 33        | Cypr   | Niemcy    | 24        | Australia | 28            | Francja       | 33        | NU        |               |           | 0      | -       |
| 2004  | Guy Wilks                               | Suzuki Ignis S1600                                        | NU     | Szwecja | Meksyk  | Nowa Zelandia | Cypr      | 12        | 13     | Argentyna | NU        | Niemcy    | Japonia       | 18            | 11        | Francja   | NU            | Australia | 0      | -       |
| 2005  | Guy Wilks                               | Suzuki Ignis S1600                                        | 19     | 22      | 11      | 27            | 23        | 29        | 52     | 17        | Argentyna | 18        | 15            | 32            | 17        | Francja   | NU            | Australia | 0      | -       |
| 2006  | Suzuki Sport Europe UK                  | Suzuki Swift S1600                                        | Monako | 38      | Meksyk  | Hiszpania     | Francja   | 19        | 26     | Grecja    | Niemcy    | 15        | Japonia       | Cypr          | 19        | Australia | Nowa Zelandia | 52        | 0      | -       |
| 2007  | Ramsport Guy Wilks Mitsubishi Motors UK | Ford Focus WRC Subaru Impreza WRC Mitsubishi Lancer Evo 9 | Monako | Szwecja | NU      | Meksyk        | NU        | Argentyna | Włochy | 9         | 9         | 10        | Nowa Zelandia | Hiszpania     | Francja   | Japonia   | 6             | 13        | 3      | 18.     |
| 2008  | Guy Wilks                               | Honda Civic Type-R R3 Mitsubishi Lancer Evo 9             | Monako | Szwecja | Meksyk  | Argentyna     | Jordania  | Włochy    | Grecja | Turcja    | 18        | Niemcy    | Nowa Zelandia | Hiszpania     | Francja   | Japonia   | 14            |           | 0      | -       |